# Caipirinha

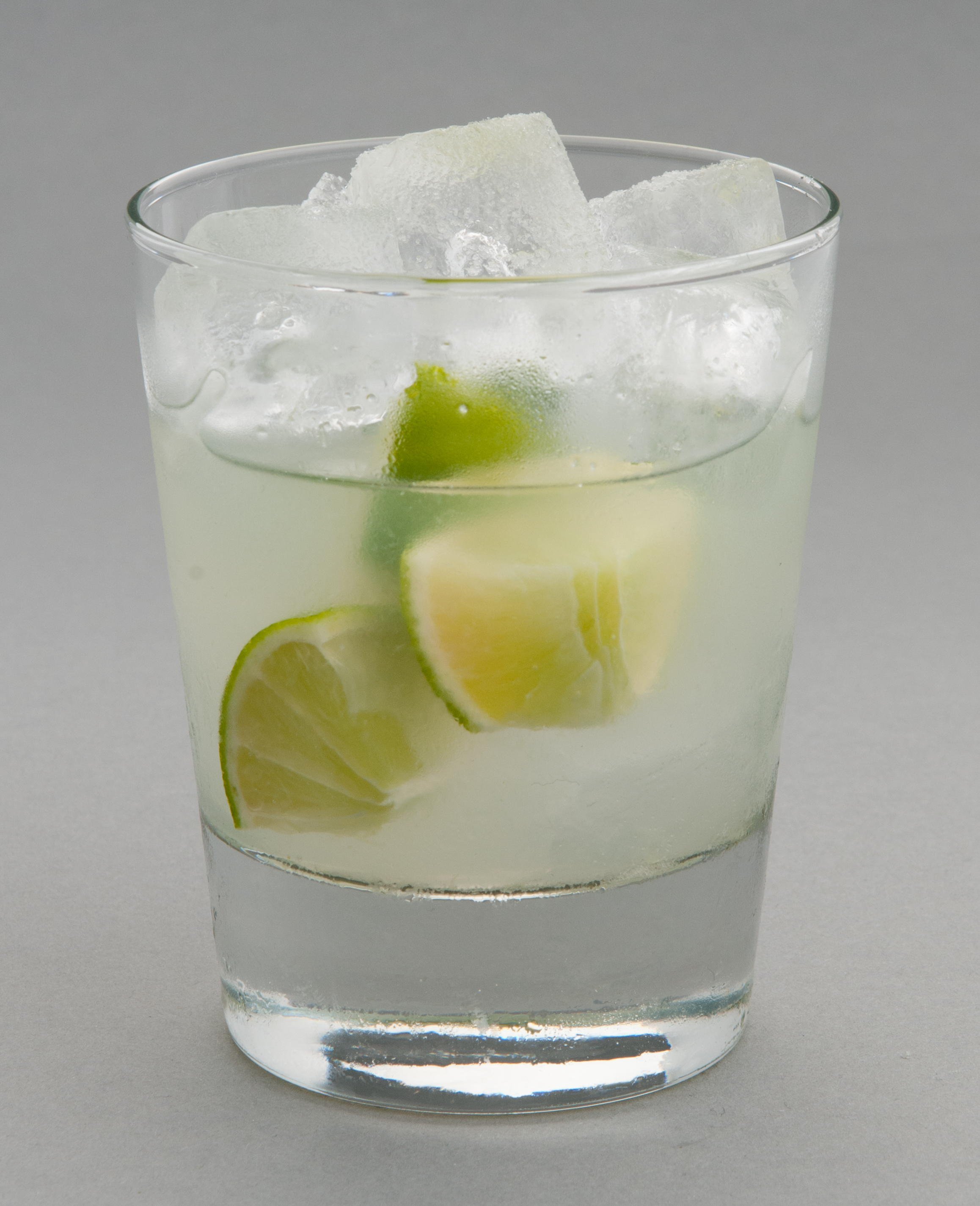
Caipirinha

Caipirinha (wym. [kaj.pi.'ɾĩ.jɐ]) – brazylijski koktajl alkoholowy na bazie rumu z trzciny cukrowej, zwanego cachaça.
Składniki
- 1 limonka,
- 60 ml cachaçy,
- 2-3 łyżeczki brązowego cukru z trzciny cukrowej,
- kruszony lód

Przyrządzanie
Limonkę umyć, sparzyć, przekroić na 4 lub 8 części. Wrzucić do wysokiej szklanki, dodać cukier i wycisnąć. Następnie wsypać pokruszony lód do dwóch trzecich szklanki. Wlać cachaçę i mieszać, aż rozpuści się cukier. Podawać ze słomką oraz udekorować ćwiartką limonki.